# Merei
Merei è un comune della Romania di 6 986 abitanti, ubicato nel distretto di Buzău, nella regione storica della Muntenia.
Il comune è formato dall'unione di 11 villaggi: Ciobănoaia, Dealul-Viei, Dobrilești, Izvoru-Dulce, Gura-Sărății, Lipia, Merei, Nenciulești, Ogrăzi, Sărata-Monteoru, Valea-Puțului.
Il villaggio di Sărata-Monteoru è una conosciuta località termale, con sorgenti di acque naturalmente salate utilizzate soprattutto per la cura dei reumatismi.